# Хасан Али Мирза
Хасан Али Мирза (перс. حسنعلی میرزا - Hasanali Mirza,  1790 - 1855), принц по прозвищу Шоджа Ас-Сольтане, был шестым сыном Фетх Али-Шаха Каджара Каджара от первого брака с Бадр Джахан Ханум - дочерью Мохаммада Джаафар-Хана Араба, правителя города Бастам. Хоссейн Али Мирза Фарман Фарма и Бигомджан Ханум (мать Махдэ Олия) были его родными братом и сестрой. По велению отца Хасан Али Мирза был назначен главой города Тегерана и Хорасана.
После смерти отца, Фетх Али-Шаха, он потребовал право на царствование вместо своего брата, однако его выступление было окончательно подавлено войсками Мохаммед-шаха, он был ослеплен и отправлен в тюремное заключение на долгие годы.

## Биография
В пятнадцатилетнем возрасте Хасан Али Мирза по указанию отца Фетх Али-Шаха занял руководящую должность в городе Тегеране. Одновременно с этим он был правителем городов Бастом, Джоджарм и руководил племенем Торкаман. В 1809 году занимался организацией свадебной церемонии отца с его сорок второй женой Тажд-о-Доуле в Тегеране, благодаря этому в последующем его назначили и на другие важные посты.
В 1816 году Хасан Али Мирза стал правителем провинции Хорасан. Следующей его целью был город Герат, он одержал победу над Фирузеддином Мирзой и последний сдался Фетх-Али Шаху. В 1823 году Шоджа Ас-Сольтане вернулся в Тегеран, после чего управление Хорасаном поручили Али Ника Мирзе – другому сыну, однако через полгода Хасан Али Мирза был назначен на прежнее место.
Во время второго этапа военного противостояния между Ираном и Российской империей Шоджа Ас-Сольтане собрал многочисленное войско и привёл его из Хорасана в Тегеран, чтобы присоединиться к военным силам Азербайджана. Тем временем некоторые придворные князья (Аббас Мирза) в столице выступили резко против продолжения русско-персидских войн, однако оппозиция во главе с Шоджа Ас-Сольтане придерживалась мнения, что дальнейшие военные действия приведут к победе Ирана. Из-за возникших разногласий среди высокопоставленных лиц распространились слухи о том, что Аббас Мирза планировал предательство и Фетх Али-Шах предпочел назначить вместо него будущим наследником престола своего шестого сына Шоджа Ас-Сольтане. Вскоре после подписания Туркманчайского мирного договора и включения в него пункта о поддержке Россией наследника в лице Аббаса Мирзы Шоджа Ас-Сольтане потерял надежду на получение властных полномочий.
После смерти Фетх Али-Шаха в 1834 году Шоджа Ас-Сольтане возненавидел Аббаса Мирзу за упущенную возможность. Он уговорил своего брата Хоссейна Али Мирзу Фарман Фарма, губернатора Фарса, захватить власть, устроив бунт против Мохаммада Мирзы – сына Аббаса Мирзы. В ответ на это Мохаммад-Шах отправил своего брата Фируза Мирзу в сопровождении Манучехр-Хана Мотаамед-од-Доле для пресечения мятежных действий Хоссейна Али Мирзы Фарман Фарма. Шоджа Ас-Сольтане распорядился действовать жестко в случае пересечения Манучехр-Ханом черты города для ведения переговоров, он дал приказ начать боевые действия против армии. Несмотря на это, Фарман Фарма поступил иначе: он вместе с братом покорился и сдался Мотаамед-од-Доле.
Шоджа Ас-Сольтане схватили и повезли в Тегеран, где Коэм Магом Фарахани (Мирза Абуль Касем Фарахани) по приказу шаха ослепил его и отправил в тюремное заключение. Затем в 1848 году после смерти Мохаммад-Шаха его преемником был назначен Насер ад-Дин Шах. Для поздравления со вступлением на престол Шоджа Ас-Сольтане вместе с братом Хесам Ас-Сольтане отвезли в Тебриз, где они оба были помилованы. После коронации нового шаха их позвали в Тегеран и позволили просить выполнения любого требования. Хасан Али Мирза потребовал предоставить убежище в Тегеране и получил желаемое.
Шоджа Ас-Сольтане скончался в Тегеране в 1855 году.

## Интересные факты
Хасан Али Мирза Шоджа Ас-Сольтане увлекался литературой и писал стихи, одним из его излюбленных поэтических стилей был «Шекасте». Он был уверен в том, что династия Каджаров произошла от монгольских племен, поэтому давал своим детям монгольские имена. У него было шесть сыновей и столько же дочерей.